# Matriz de correlación
El análisis factorial se puede utilizar para estudiar series numéricas o de valores cuantitativos para un determinado número de variables cuantitativas mayor de dos. Por ejemplo, tres características o más para series numéricas con igual número de datos.

## Definición
Estas variables independientes o explicativas están dispuestas ya en una matriz de correlación, que es una tabla de doble entrada para A B y C, que muestra una lista multivariable horizontalmente y la misma lista verticalmente y con el correspondiente coeficiente de correlación llamado r o la relación entre cada pareja en cada celda, expresada con un número que va desde 0 a 1. El modelo mide y muestra la interdependencia en relaciones asociadas o entre cada pareja de variables y todas al mismo tiempo.

### Ejemplo
Se han aplicado los resultados de una correlación de datos entre tres variables
| Variables | A    | B    | C    |
| --------- | ---- | ---- | ---- |
| A         | 1    | 0,3  | 0,75 |
| B         | 0,3  | 1    | 0,95 |
| C         | 0,75 | 0,95 | 1    |

La mejor relación es B C o C B y desde .95 ya es alta. La diagonal de | -unos- no tiene obviamente significado, únicamente forma una línea divisoria entre valores que se repiten a ambos lados como en un espejo.
Los coeficientes lineales, tal como se encuentran las parejas de datos en las series, forman un cuadrado en la tabla o matriz de correlación, los calculamos con un programa de estadística para ordenador, que tenga una capacidad de utilizar 8 o más variables para series de 500 o más datos cada una y que empleara esta fórmula.
r es igual a la suma de los productos de cada pareja de datos y dividido por el producto del número de datos por la desviación estándar de cada variable o serie de datos.

### Aplicaciones
Para hacer más potente el análisis factorial los programas estadísticos incluyen otros análisis multivariables como es el análisis de pautas o camino, path analysis, y otros coeficientes de correlación como es el de rangos o la correspondencia en el orden entre cada pareja en las series y se designa por ro. 
Puede utilizarse esta técnica para muchos propósitos como es la escala de actitud o prioridades sociales. También un análisis diacrónico de triangulación o varias aplicaciones en sucesivos períodos de tiempo y con diferentes métodos para cada aplicación.
La representación gráfica de la matriz de correlación es una línea recta diagonal en los ejes cartesianos en los que las abscisas son las variables y los coeficientes son una nube de puntos.
El test, que está empleando un coeficiente de correlación o asociación, no es inferencial o predictor, ya que es no-paramétrico o libre de probabilidad, y es descriptivo, no causal. Un test del nivel significativo de los coeficientes de correlación valida la prueba.
Las tablas de asociación 2 x 2 es el caso más elemental o simple
de variables dicotomizadas, que igualmente miden o describen la
significación estadística. A veces las representaciones gráficas
son más descriptivas de la asociación entre variables.